# 5 for Freddie
5 for Freddie: Bucky’s Tribute to Freddie Green ist ein Jazzalbum von Bucky Pizzarelli. Die am 9. und 10. Mai 2006 in den Nola Studios in New York City entstandenen Aufnahmen erschienen am 13. Februar 2007 auf Arbors Records.

## Hintergrund
Mit seinem Quintett aus Warren Vaché (Kornett), John Bunch (Piano), Jay Leonhart (Kontrabass) und Mickey Roker spielte der Gitarrist Bucky Pizzarelli in der gleichen Besetzung wie der aus der Original-Basie-Band bekannte Freddie Green (1911–1987) mit Harry „Sweets“ Edison (Trompete), Count Basie (Piano), Walter Page (Bass) und Jo Jones am Schlagzeug. Fünf der von Pizzarelli auserwählten Titel wurden von Freddie Green komponiert, darunter der Basie-Favorit „Corner Pocket“ (von der Basie-Band erstmals 1955 aufgenommen) und die vergleichsweise vergessenen Nummern „Down for Double“ (1941), „High Tide“ (1945), „Bustin’ Suds“ (1952) und „Up in the Blues“ (1955). Das Album beginnt jedoch mit einem Stück, das weder mit Green, Basie noch mit der Swing-Ära zu tun hat, „Groovin’ High“ von 1945, eine Anspielung auf Pizzarellis ehemaligen Bandleader Dizzy Gillespie.
Der Gitarrist Freddie Green vom Count Basie Orchestra sei „der Goldstandard gewesen, an dem alle Big-Band-Rhythmusgitarristen gemessen wurden“, schrieb Elliott Simonin All About Jazz. Mit einer akustischen Archtop-Gitarre entwickelte Pizzarelli einen Stil, bei dem zwei Saiten eines dreisaitigen Akkords stummgeschaltet wurden, um den Big-Band-Rhythmus zu definieren. Wie Pizzarelli erzählt:

„Mit einer Big Band gibt es eine Art zu spielen und man muss wissen, wie man es macht. Das Archtop ist das, was man in allen Tanzbands gehört hat. Jede gute Big Band hatte einen Gitarristen; das ist der Grund, warum all diese Big Bands einen großartigen Beat hatten. Die zweitklassigen Bands hatten keinen Gitarristen und selbst heute, wenn man eine Platte ohne Gitarre hört, gibt es ein großes leeres Loch.“

## Titelliste
- 5 For Freddie: Bucky Pizzarelli’s Tribute to Freddie Green (Arbors Jazz ARCD19344)[6]
  1. Groovin’ High (Dizzy Gillespie, Charlie Parker) 6:00
  2. Bustin’ Suds (Freddie Green) 6:00
  3. For Lena and Lennie (Quincy Jones) 9:12
  4. Up in the Blues (Freddie Green) 4:04
  5. Down for Double (Freddie Green) 4:10
  6. High Tide (Count Basie, Freddie Green) 4:27
  7. Dreamsville (Jay Livingston, Henry Mancini) 4:04
  8. Shiny Stockings (Frank Foster) 5:58
  9. Centerpiece (Harry Edison, Jon Hendricks) 4:43
  10. Corner Pocket (Freddie Green) 4:30
  11. All of Me (Gerald Marks, Seymour Simons) 4:10
  12. Sophisticated Swing (Will Hudson, Mitchell Parish) 6:33
  13. Lester Leaps In (Lester Young) 4:21

## Rezeption
Ken Dryden zeichnete das Album in AllMusic mit 4½ (von fünf) Sternen aus und lobte, Bucky Pizzarellis Hommage an Freddie Green, der ein halbes Jahrhundert das Herzstück der Rhythmusgruppe des Count Basie Orchestra war, fange den Geist des verstorbenen Gitarristen ein. Pizzarelli zieht seinen Verstärker aus der Steckdose und spielt viele Ein-Noten-Akkorde, genau wie Green. Er erinnert sich an den bescheidenen Musiker, der selten auf Platte oder im Konzert solo gespielt hat. Nach Ansicht Drydens habe Pizarrelli nicht versucht, bestimmte Aufnahmen Greens nachzuahmen; tatsächlich wurden einige der ausgewählten Stücke nie von den damit geehrten Musikern aufgenommen. Aber mit so viel Erfahrung unter den fünf anwesenden Spielern swinge die Musik mühelos. Um das zurückhaltende Gitarrenspiel des Bandleaders zu ergänzen, verwendet Warren Vaché während der gesamten Sessions einen Dämpfer, Bunchs Piano ist sparsam (ähnlich wie Basies Ansatz) und die Rhythmusgruppe agiere ähnlich zurückhaltend, aber es bestehe „kein Zweifel daran, dass Swing in der Luft liegt.“
Mike Joyce rezensierte das Album in JazzTimes und meinte, auch wenn dies nur eine kleine Jazzcombo-Session wär, sei Bucky Pizzarelli hier dennoch in einer großen Ensemble-Stimmung, ein Bigband-Veteran begrüßt einen anderen. Pizzarelli sei ein langjähriger Bewunderer von Greens Arbeit mit der Basie-Band gewesen. Offensichtlich wusste Pizzarelli, welchen Sound er suchte – seine Gitarre spielt eine herausragende Rolle in der Mischung, eine stetige treibende Kraft – und er ist nicht der Einzige, der seine Affinität zu dem freundlichen, schnörkellosen Swing zeigt, für den Green sein ganzes Leben lang eintrat. Niemand wisse besser als Pizzarelli, dass es nicht einfach ist, Freddie Green zu sein, schrieb Joyce, aber er behandele den Auftrag mit Sicherheit und Zuneigung.